# Plectris pygmaea
Plectris pygmaea är en skalbaggsart som beskrevs av Frey 1973. Plectris pygmaea ingår i släktet Plectris och familjen Melolonthidae. Inga underarter finns listade i Catalogue of Life.